# Des Königs Dieb
Des Königs Dieb (Originaltitel: The King’s Thief) ist ein Mantel-und-Degen-Film aus dem Jahr 1955. Regie führte Robert Z. Leonard. Die Hauptrollen spielten Ann Blyth, Edmund Purdom, David Niven, George Sanders und Roger Moore.

## Handlung
England im 17. Jahrhundert. König Karl II. geht gegen den Herzog von Brampton vor, der ihn stürzen und töten will. Jedoch erkennt Dermott den Plan des Herzogs, ein entlassener Offizier des Königs, der sich aus dem intriganten Hof verabschiedet hat und zum Straßenräuber geworden war. Er versucht den verräterischen Herzog zu entlarven.

## Kritik
„Passable Unterhaltung für Liebhaber historisch-abenteuerlichen Geschehens.“

„Klirrende Schwerter vor opulenter Kulisse.“

„[…] Das einzig heroische hier ist die Grenzenlosigkeit des Murks. Trotz einer großen Besetzung mit bekannten Schauspielern, guten Kostümen, Kulissen, Farbe und Cinema-Scope, "Des Königs Dieb" ist eine der gründlichsten Banalitäten des Jahres.“

## Synchronisation
Die Synchronisation entstand 1956 im MGM Synchronisations-Atelier Berlin.
| Rolle               | Darsteller     | Synchronsprecher |
| ------------------- | -------------- | ---------------- |
| Lady Mary           | Ann Blyth      | Maria Körber     |
| Michael Dermott     | Edmund Purdom  | Heinz Drache     |
| Herzog von Brampton | David Niven    | Hans Nielsen     |
| König Karl II.      | George Sanders | Martin Held      |
| Jack                | Roger Moore    | Herbert Stass    |
| Sheldon             | Sean McClory   | Horst Niendorf   |
| Sir Edward Scott    | Paul Cavanagh  | Paul Wagner      |